# Марк Ноній Суфенат
Марк Ноній Суфенат (лат. Marcus Nonius Sufenas; близько 90 до н. е. — 48 до н. е.) — політичний та військовий діяч Римської республіки, претор 52 року до н. е.

## Життєпис
Походив з плебейського роду Ноніїв. Син Секста Нонія Суфената, претора 81 року до н. е. Був родичем Корнеліїв Сулл. Завдяки цього зробив гарну кар'єру. У 60 році до н. е. став квестором. У 59 році до н. е. обіймав посаду одного з монетаріїв. На цій посаді карбував монету, що славили дії Луція Корнелія Сулли.
У 56 році до н. е. обрано народним трибуном. Втім цієї посади він домігся не без порушень — у 54 році до н. е. Суфенат звинувачувався в підкупі виборців, хоча і був виправданий. У 52 році до н. е. став претором. З 51 до 50 року до н. е. був пропретором в Кілікії.
У 49 році до н. е. Цицерон називає його cum imperio, тобто володіючого військовою владою. Того ж Суфенат підтримав в громадянській війні Гнея Помпея. Брав участь у битвах при Діррахіумі та Фарсалі. Ймовірно загинув під час останньої битви або трохи згодом.